# دال‌کیرماز (شاوشات)
دال‌کیرماز (به ترکی استانبولی: Dalkırmaz) یک منطقهٔ مسکونی در ترکیه است که در شاوشات واقع شده‌است. دال‌کیرماز ۱۱۹ نفر جمعیت دارد.